# Железнодорожный тормоз
Железнодорожный тормоз — устройства, которые создают искусственные силы сопротивления, необходимые как для регулирования скорости, так и для остановки подвижного состава.

## Классификатор тормозов подвижного состава

### По типу основных тормозов подвижного состава
Автоматический пневматический тормоз (автотормоз)
Пневматический тормоз, обеспечивающий автоматическую остановку поезда при разъединении или разрыве тормозной воздухопроводящей магистрали, а также при срабатывании крана экстренного торможения (стоп-крана). Может быть прямодействующим и непрямодействующим. На российских железных дорогах данным типом тормозов по умолчанию оборудован весь подвижной состав без исключения, он обязан быть на всех вагонах по закону.
Вспомогательный пневматический тормоз
Пневматический тормоз, применяемый на тяговом и специальном подвижном составе только для торможения конкретной единицы подвижного состава, на которой установлен этот тормоз. Управляется отдельным тормозным краном, не связанным с тормозным краном автотормоза. Не является автоматическим.
Стояночный тормоз
Тормоз не пневматического типа, расположенный на каждой единице железнодорожного подвижного состава и предназначенный для её удержания на стоянке от самопроизвольного ухода, а также для её принудительной аварийной остановки. Обычно имеет ручной механический привод (так называемый «ручной тормоз»), но также могут быть и автоматические стояночные тормоза с электроприводом.

### По конструктивной специфике фрикционных тормозных механизмов
Колодочный тормоз
Фрикционный тормоз, осуществляющий торможение путём прижатия тормозных колодок к поверхности катания колеса. Рабочий (исполнительный) элемент автоматических пневматических тормозов, неавтоматических прямодействующих тормозов и стояночных тормозов. Применяется на локомотивах, пассажирских и грузовых вагонах.
Дисковый тормоз
Фрикционный тормоз, осуществляющий торможение путём прижатия тормозных колодок к рабочей поверхности тормозного диска, размещённого на оси колёсной пары. Рабочий (исполнительный) элемент автоматических пневматических тормозов. Обычно применяется на пассажирских вагонах и моторвагонном подвижном составе.
Рельсовый тормоз
Фрикционный тормоз, осуществляющий торможение путём прижатия специального тормозного башмака к поверхности рельса. Может быть выполнен как вихретоковый тормоз или как магниторельсовый тормоз.

### По конструктивной специфике пневмопривода
Прямодействующий тормоз
Пневматический тормоз, в котором утечки сжатого воздуха пополняются во время торможения. Изменение давления в тормозных цилиндрах здесь происходит без изменения давления в тормозной магистрали. Также — «неистощимый тормоз». На подвижном составе российских железных дорог применяется для грузового движения; на подвижном составе западноевропейских железных дорог применяется и для пассажирского движения.
Непрямодействующий тормоз
Пневматический тормоз, в котором утечки сжатого воздуха не пополняются во время торможения. Также — «истощимый тормоз». На подвижном составе российских железных дорог применяется для пассажирского движения.
Электропневматический автоматический тормоз
Автоматический пневматический тормоз с электрическим управлением изменения давления в тормозной магистрали на каждой единице железнодорожного подвижного состава. Обладает меньшим временем срабатывания, ввиду этого применяется на всех пассажирских и моторвагонных поездах российских железных дорог.

## Принципы работы различного тормозного оборудования

### Ручные стояночные тормоза
- Привод резервного ручного стояночного тормоза электровоза 2ЭС6 в тамбуре (справа перед огнетушителями)
- Привод резервного ручного стояночного тормоза тепловоза 2ТЭ10М в кабине локомотива
- Привод резервного ручного стояночного тормоза в тамбуре пассажирского купейного вагона
- Привод резервного ручного стояночного тормоза грузового крытого вагона
- Привод резервного ручного стояночного тормоза полувагона
- Привод резервного ручного стояночного тормоза вагона-хоппера
- Привод резервного ручного стояночного тормоза вагона-цистерны

### Пневматические автотормоза
Самыми распространёнными являются пневматические тормоза, которые приводятся в действие сжатым воздухом. В них воздух поступает в тормозные цилиндры и давит на поршень, который преобразует давление воздуха в усилие, передающееся через тормозную рычажную передачу на тормозные колодки, прижимая их к ободу колеса, либо к тормозному диску на оси. Впервые пневматический тормоз был предложен в 1869 году Вестингаузом и с тех пор постоянно совершенствовался. Тормоз Вестингауза имеет только два режима — торможение и отпуск, в настоящее время он ещё используется в поездах метрополитена. В отличие от него, современные пневматические тормоза позволяют регулировать тормозную силу, меняя давление воздуха в тормозных цилиндрах. Машинист управляет тормозами, используя пневмоавтоматику. Изменяя давление в тормозной магистрали, при помощи крана машиниста он производит разрядку тормозной магистрали (торможение), поддерживает установленное давление (перекрыша) и заряжает тормозную магистраль (отпуск тормозов). Пневматическая схема локомотива также включает в себя кран вспомогательного тормоза, позволяющий управлять тормозами локомотива независимо от тормозов состава.
На каждой единице подвижного состава к тормозной магистрали через тройник и разобщительный кран подключен воздухораспределитель, соединённый с тормозным цилиндром и запасным резервуаром. На грузовых вагонах между воздухораспределителем и тормозным цилиндром может включаться грузовой авторежим. Зарядное давление в тормозной магистрали зависит от типа поезда, так для пассажирского поезда оно составляет 4,5—5,2 кг/см² (около 0,44—0,51 МПа). При снижении давления в тормозной магистрали воздухораспределитель наполняет тормозной цилиндр сжатым воздухом из запасного резервуара. Давление в тормозном цилиндре устанавливается в зависимости от величины разрядки тормозной магистрали, режима работы воздухораспределителя (порожний, средний, гружёный) и загрузки вагона при использовании авторежима. В режиме перекрыши в прямодействующих тормозах утечки воздуха из тормозного цилиндра компенсируются из запасного резервуара, а запасной резервуар может пополняться из тормозной магистрали через обратный клапан. В непрямодействующих тормозах утечки воздуха из тормозных цилиндров не компенсируются.
При повышении давления в тормозной магистрали тормозной цилиндр разряжается в атмосферу либо полностью, при равнинном (нежестком) режиме работы воздухораспределителя, либо на ступень, пропорциональную повышению давления в тормозной магистрали при горном (полужестком) режиме работы и происходит дозарядка запа́сного (следует помнить, что резервуар не запасно́й, а запа́́сный, потому как не он возится про запас, но в нем возится запас воздуха) резервуара. В случае повреждения тормозной магистрали (в том числе при разрыве поезда) и выходе воздуха из неё в атмосферу, воздухораспределитель напрямую соединяет запасный резервуар с тормозным цилиндром. В этом случае происходит экстренное торможение — воздух поступает в цилиндры под максимальным давлением, благодаря чему реализуется максимальная тормозная сила. Экстренное торможение можно вызвать и принудительно — постановкой ручки крана машиниста в положение «Экстренное торможение», либо открытием стоп-крана — в этом случае тормозная магистраль также напрямую соединяется с атмосферой.
Основной недостаток пневматического тормоза — скорость распространения воздействия от крана машиниста к воздухораспределителям, а следовательно и срабатывания тормозов по составу, не может превышать скорости звука (331 м/с). Распространение области пониженного давления по тормозной магистрали называется воздушной волной, её скорость близка к скорости звука. Процесс распространения по составу поезда нарастающего давления в тормозных цилиндрах называется тормозной волной. Скорость тормозной волны зависит от конструкции воздухораспределителей, температуры воздуха, зарядного давления. Для поддержания скорости тормозной волны воздухораспределителями производится дополнительная разрядка тормозной магистрали. Скорость тормозной волны может достигать 280 м/с при служебном торможении и 300 м/с — при экстренном.
Неодновременность срабатывания тормозов может привести к продольным толчкам, что в пассажирских поездах приводит к дискомфорту пассажиров, а в длинных грузовых — к разрыву поезда. Поэтому на пассажирских, а также грузовых длинносоставных поездах используют электропневматические тормоза. В этом случае параллельно тормозной магистрали идёт электрический провод, по которому и передаются сигналы на воздухораспределители (последний при этом называется электровоздухораспределителем, из-за наличия в конструкции электрической части). Преимущество такого типа тормоза заключается в практически одновременном срабатывании тормозов по всей длине состава, что также позволяет сократить тормозной путь.
Для проверки работы пневматических тормозов после завершения формирования поезда производят их полное опробование. При этом проверяется действие тормозов всех вагонов в составе, а также скорость утечки воздуха из тормозной магистрали. После полного опробования тормозов, осмотрщик вагонов вручает машинисту ведущего локомотива справку об обеспеченности поезда тормозами и их исправности (справку формы ВУ-45). На моторвагонных поездах данные о полном опробовании тормозов заносятся в журнал технического состояния. На российских железных дорогах также производят сокращённое опробование тормозов, при этом проверяется действие тормозов лишь на двух последних вагонах. Сокращённое опробование производят в следующих случаях:
- после прицепки поездного локомотива к составу, если предварительно на станции было выполнено полное опробование автотормозов от компрессорной установки (станционной сети) или локомотива;
- после смены локомотивных бригад, когда локомотив от поезда не отцепляется, при стоянке поезда больше 20 минут;
- после всякого разъединения рукавов в составе поезда или между составом и локомотивом (кроме отцепки подталкивающего локомотива, включенного в тормозную магистраль);
- соединения рукавов вследствие прицепки подвижного состава, а также после перекрытия концевого крана в составе;
- при падении давления в главных резервуарах ниже 5,5 кгс/см²;
- при смене кабины управления или после передачи управления машинисту второго локомотива на перегоне после остановки поезда в связи с невозможностью дальнейшего управления движением поезда из головной кабины;
- в грузовых поездах, если при стоянке поезда произошло самопроизвольное срабатывание автотормозов или в случае изменения плотности более чем на 20 % от указанной в справке формы ВУ-45;
- в грузовых поездах после стоянки поезда более 30 мин, где имеются осмотрщики вагонов или работники, обученные выполнению операций по опробованию автотормозов, и на которых эта обязанность возложена.

Также в пути следования в установленных местах производится проверка тормозов на эффективность — машинист торможением уменьшает скорость на определённую величину, при этом проверяется длина пути торможения.

### Электропневматический тормоз
Для синхронного срабатывания всех тормозов состава, невзирая на скорость распространения тормозной и отпускной воздушных волн, можно использовать электрическое управление пневматическими тормозами — такой тормоз называется электропневматическим (ЭПТ). В метрополитенах бывшего СССР ЭПТ не применяется, так как там рабочим тормозом является электрический реостатный, на грузовых вагонах также отсутствует ввиду сложности внедрения и недостаточной надёжности в длинносоставных поездах, на западноевропейских поездах также отсутствует — на них установлены автотормоза типа KEs со ступенчатым отпуском. На ЖД бывшего СССР ЭПТ применяется на пассажирских поездах (двухпроводная схема управления) и моторвагонных поездах (пятипроводная схема).
При двухпроводной схеме контакты проводов ЭПТ установлены на соединительных головках рукавов тормозной магистрали и соединяются при соединении рукавов. К прямому проводу подключены электровоздухораспределители (ЭВР), к обратному проводу не подключено ничего — он служит контрольным. На головке рукава, не соединённой с другим рукавом, контакты прямого и контрольного проводов под действием пружины замыкаются между собой, создавая цепь контроля. В каждом ЭВР стоят два вентиля, включенные между прямым проводом и корпусом — один (вентиль торможения) подключен через диод, второй (вентиль отпуска) подключен напрямую.
При обесточенной линии оба вентиля в отпущенном положении и ЭВР находится в режиме отпуска. Между ВР автотормозов и ЭВР установлен переключательный клапан, подключающий к тормозным цилиндрам тот ВР, который даёт большее давление, поэтому при выключенном ЭПТ автотормоза работают как обычно. При подаче «плюса» напряжением 50 вольт на прямой провод и «минуса на рельсы» возбуждаются оба вентиля и ЭВР срабатывает на торможение — впускает воздух в ТЦ. При переполюсовке («минус» на линии, «плюс» на рельсах) вентиль торможения отпускает, так как он включен через диод, пропускающий ток только при «плюсе» в проводе, и остаётся притянутым лишь вентиль отпуска, обеспечивающий режим перекрыши — в тормозных цилиндрах удерживается набранное давление.
Таким образом, простыми переключениями питания линии ЭПТ («плюс» в линию для торможения, «минус» в линию для перекрыши, обесточивание линии для отпуска) можно легко управлять тормозами всего состава, выполнять ступенчатое торможение или отпуск с большой точностью. Для подачи в линию напряжения прямой и обратной полярности служат тормозное и отпускное реле (ТР и ОР) соответственно. Эти два реле управляются контактами на кране машиниста, о включении ОР говорит лампа «П» на пульте машиниста, о включении ТР — лампа «Т». Для контроля в линию подаётся переменный ток частотой 625 Гц от преобразователя, который не проходит через вентили из-за их высокого индуктивного сопротивления, а возвращается через контакты головки хвостового вагона и обратный провод на локомотив и возбуждает контрольное реле (КР) ЭПТ.
Если контрольный ток не проходит (нет контакта в одном из проводов) и КР не включается — не загорается контрольная лампа «О» (либо «С») и ТР и ОР включаться не будут. В этом случае необходимо либо найти и устранить неисправность, либо следовать без ЭПТ (на автотормозах), либо включить дублированное питание ЭПТ — специальным выключателем прямой и обратный провода соединяются напрямую на локомотиве и питание ЭВР идёт не по одному проводу, а по двум. Чтобы цепь не была постоянно продублирована через контакты на головном рукаве локомотива, не подключенном к составу, на локомотиве устанавливают изолированные подвески рукавов, размыкающие контакты.

### Электрический тормоз
На электропоездах, электровозах, а также тепловозах с электрической передачей помимо пневматических тормозов используют и электрические, которые преобразуют механическую энергию поезда в электрическую. В этом случае используют обратимость электродвигателя, то есть его возможность работы генератором. Полученная электроэнергия либо преобразуется в тепловую в реостатах (реостатное торможение, оно же электродинамическое — ЭДТ), либо возвращается в контактную сеть (рекуперативное торможение), также возможно их сочетание (рекуперативно-реостатное торможение). Рекуперативное торможение позволяет повысить КПД электрической тяги за счёт возврата части электроэнергии, реостатное же обеспечивает полную автономность от внешних источников, что позволяет использовать его на тепловозах. Рекуперативным торможением оборудованы электровозы ВЛ8, ВЛ10, ВЛ80р, ВЛ85, серии ЭП1 и Э5К «Ермак». Реостатным тормозом оборудованы тепловозы ТЭП70, 2ТЭ116 с номера 1610 и все 2ТЭ116У и 3ТЭ116У, электропоезда ЭР9Т, ЭР200, электровозы ВЛ80т и ВЛ80с, ВЛ82 и ВЛ82м, ЧС2т и ЧС4т, ЧС7, ЧС8, ЧС200, а также трамвай, вагоны метрополитена и все высокоскоростные поезда. Рекуперативно-реостатным тормозом оборудованы электропоезда ЭР2Р, ЭР2Т, ЭТ2, электровозы 2ЭС6, 2эс10, ЭП10 и ЭП20.

### Магниторельсовый тормоз
Также существует магниторельсовый тормоз. Он состоит из двух (реже — четырёх) башмаков, каждый из которых подвешен между колёсами и по конструкции представляет собой электромагнит. При торможении башмаки опускаются на рельсы, а на их катушки подаётся электрический ток. Возникшая магнитная сила прижимает башмаки к рельсам, тем самым увеличивая тормозную силу, тормозной путь при этом сокращается на 30—35 %. Применяется данный тормоз на трамваях, высокоскоростных поездах и тяговых агрегатах. Их основное преимущество — компактность, что позволяет вместе с ними использовать дисковые тормоза, которые занимают относительно большой объём от подвагонного пространства.

## История введения автотормозов в России
Малые скорости движения грузовых поездов в России в XIX и начале XX веков не способствовали введению автоматических тормозов. Вагоны оборудовались ручными тормозами рычажного типа. Ручка ручного тормоза располагалась на открытой площадке вагона. Тормозом управлял кондуктор. Каждый поезд сопровождала кондукторская бригада во главе со старшим кондуктором. Торможение осуществлялось по сигналу свистка паровоза. Для связи кондукторов с машинистом паровоза использовалась сигнальная верёвка. Её протягивали по крышам вагонов. Иногда верёвку зажимало люками вагонов; неопытные кондуктора не умели ей пользоваться.
В 1897 году произошла катастрофа с воинским поездом на Александровской железной дороге. После этого была образована комиссия для выработки решения о порядке введения автоторможения в грузовом движении. На тот момент в пассажирском движении автотормоза применялись повсюду (начиная с 1878 года), и на различных дорогах насчитывалось порядка 9 различных систем тормозов, из которых тормоз Вестингауза занимал лидирующее положение. В 1899 году вышел приказ по казённым железным дорогам, в котором был указан порядок оборудования грузовых вагонов тормозом Вестингауза в 3 этапа, в Петербурге АО «Вестингауз» был построен завод по производству тормозов. Но Комиссия по автотормозам тогда так и не пришла к единому мнению, какой системе отдать предпочтение, поскольку к этому времени выявились серьёзные недостатки системы Вестингауза, особенно применительно к грузовому движению, и с 1901 года разрешила применять системы «Нью-Йорк» и Липковского. Но вскоре АО «Вестингауз» сумело разорить Липковского и закрыло его завод.
Подготовительный этап введения автотормозов затянулся, и тут началась Русско-японская война. В результате процесс оказался прерванным, а после войны на продолжение работ не было средств, и вопрос был снят. Однако начало было положено — большинство старых грузовых паровозов (и тендерных вагонов) были оборудованы автотормозами, а новые комплектовались тормозным оборудованием сразу на заводе-изготовителе.
Перед началом Первой мировой войны тормозами были оборудованы всего 20 % грузовых вагонов. Перед составлением поезда было необходимо рассчитать необходимое количество вагонов, оборудованных тормозами, в зависимости от веса поезда. Из-за роста скорости движения поездов вопрос внедрения автоматических тормозов встал уже более остро. Этот вопрос собирались рассмотреть на внеочередном съезде инженеров тяги, который должен был состояться в 1914 году, но опять помешала война.
Первое после войны предложение новой системы тормозов сделал в 1921 году машинист Ф. П. Казанцев. Под его разработку тут же выделили в Москве завод (будущий МТЗ — Московский тормозной завод). Тормоз Казанцева испытывался с 1924 года, а после испытаний в 1925 году на Закавказской дороге нового однопроводного варианта тормоза Казанцева с наливными маршрутами, он был оставлен там в эксплуатации. В 1926 году поступило два предложения своей системы тормозов от изобретателя И. К. Матросова.. В последующие 2 года эти две системы тормозов активно доводились до совершенства. Одновременно в 1927—1928 годах поступили предложения своих систем тормозов от других изобретателей. А в конце 1930 года на Закавказской дороге были проведены сравнительные испытания трёх систем автотормозов, в результате которых единогласно победила система Матросова. На основании этого коллегия НКПС от 8 февраля 1931 года постановила: принять тормоз Матросова (воздухораспределитель М-320) в качестве типового для грузового подвижного состава железных дорог СССР. И. К. Матросов был награждён за это орденом Ленина за № 35.
В начале 1930-х годов доля вагонов, оборудованных автотормозами, составляла примерно 25 % товарного парка, причём эксплуатировались тормоза трёх систем — Вестингауза, Казанцева и Матросова. Но благодаря энергичным действиям к началу 1941 года 93 % товарного парка было оборудовано автотормозами, основу которых составлял воздухораспределитель М-320, изобретённый Матросовым.
С 1947 года вагонный парк начал оснащаться автоматическими регуляторами тормозной рычажной передачи, а с 1966 года — грузовым авторежимом. С 1953 года стал выпускаться и устанавливаться на подвижной состав, запатентованный Матросовым в 1946 году новый воздухораспределитель МТЗ-135 для длинносоставных поездов. С 1959 года стали устанавливаться уже новые системы тормозов, воздухораспределители № 270, в разработке которых принимал участие И. К. Матросов, а с 1979 года № 483, находящиеся в эксплуатации по сей день.
Широкое применение электропневматических тормозов на электропоездах началось в 1948 году, а на пассажирских поездах с локомотивной тягой — с 1958 года. После внедрения автоматических тормозных систем профессия кондуктора исчезла. Кондукторами начали называть проводников.